# زياد الأسود
زياد عبد الرزاق محمد أسود العاني (ولد في 27 تموز 1952) هو أستاذ في اختصاص هندسة النفط، شغل منصب أول وزير للتعليم العالي والبحث العلمي بعد احتلال العراق ضمن حكومة مجلس الحكم الانتقالي للفترة من أيلول 2003 حتى حزيران 2004. وكان مرشحا للمنصب عن الحزب الإسلامي العراقي. خلفه في المنصب الدكتور طاهر البكاء.
الدكتور زياد الأسود حاصل شهادة الماجستير في اختصاص هندسة النفط من جامعة كاليفورنيا الجنوبية في الولايات المتحدة عام 1976، وشهادة الدكتوراه في الاختصاص ذاته من جامعة أوكلاهوما عام 1980.
عمل في جامعة بغداد للفترة من 1980 إلى 2003. ترأس قسم هندسة النفط في كلية الهندسة خلال عامي 1990-1991. عمل في جامعة البحرين للفترة من 2004 إلى أيلول 2015 حيث تقاعد. يعمل حاليا أستاذا زائرا ومستشارا خاصا.